# Monty Newborn
Monroe „Monty“ Newborn (* 21. Mai 1938) ist ein emeritierter Informatik-Professor der McGill University von Montreal.  Ab 1970 organisierte er die Nordamerikanische Computerschachmeisterschaft und wirkte von 1981 bis 1997 als Chairman des Computerschach-Komitees der Association for Computing Machinery, dem ACM Computer Chess Committee. Er organisierte 1996 den Wettkampf von Deep Blue gegen Garri Kasparow (auch bekannt als ACM Chess Challenge), den der menschliche Schachweltmeister mit 4:2 gegen den Supercomputer gewinnen konnte. Beim historischen Rückkampf im Mai 1997, den die „Maschine“ (Künstliche Intelligenz) gewann, war Monty Newborn der leitende Offizielle.

## Leben
Monty Newborn erhielt 1967 von der Ohio State University den Ph.D. (Doktor) der Elektrotechnik. Anschließend war er Hochschullehrer für dieses Fach sowie für Informatik, und zwar zunächst an der Columbia University in New York, und ab 1975 an der McGill-Universität, von 1976 bis 1983 dort als Direktor des Informatik-Instituts. Seit 1994 ist er Fellow der Association for Computing Machinery (ACM) und seit 2001 Mitglied der kanadischen Chess Hall of Fame (deutsch Schach-Ruhmeshalle). Seine Forschungsarbeiten beinhalten Künstliche Intelligenz mit besonderem Schwerpunkt auf Schachprogrammen, wie bereits in den 1970er-Jahren Ostrich, sowie auf mathematischen Beweis-Programmen, wie Octopus und Theo.
Von 1983 bis 1986 war er Präsident der International Computer Chess Association ICCA (deutsch „Internationale Computerschachvereinigung“), der heutigen International Computer Games Association ICGA (deutsch „Internationale Computerspielevereinigung“).

## Veröffentlichungen (Auswahl)
- Beyond Deep Blue – Chess in the Stratosphere. Springer 2011, ISBN 978-0857293404
- Deep Blue – An Artificial Intelligence Milestone. Springer 2003
- Automated Theorem Proving – Theory and Practice. Springer, 2001
- Deep Blue – Computer Chess Comes of Age. Springer, 1997
- How Computers Play Chess mit David Levy, Freeman, NY, 1991
- All About Chess and Computers mit D. Levy, Computer Sci Press, Potomac, MD, 1982
- More Chess and Computers mit D. Levy, Computer Sci Press, Potomac, MD, 1980
- Computer Chess, Academic Press, NY, 1975